# Vagn Kastrup
Vagn Westerberg Kastrup (ur. 18 maja 1905 w Randers, zm. 8 lipca 1976 w Aabybro) – duński żeglarz, olimpijczyk.
Na regatach rozegranych podczas Letnich Igrzysk Olimpijskich 1936 wystąpił w klasie 8 metrów zajmując 8 pozycję. Załogę jachtu Anitra tworzyli również Niels Hansen, Hans Tholstrup, Otto Danielsen, Carl Berntsen i Niels Schibbye.